# In Flammen
In Flammen. Leben und Werk von Stephen Crane, im Original Burning Boy. The Life and Work of Stephen Crane, ist eine Biografie über das Leben und insbesondere das Werk des amerikanischen Schriftstellers Stephen Crane (1871–1900). Sie wurde geschrieben von dem US-amerikanischen Schriftsteller Paul Auster. Das Buch erschien im Original 2021 in den USA und im Vereinigten Königreich. Eine deutsche Übersetzung von Werner Schmitz wurde 2022 bei Rowohlt veröffentlicht.

## Inhalt
Auster  beschreibt das Leben des Schriftstellers Stephen Crane, der im Jahr 1900 mit nur 28 Jahren starb. Dieser ist bei älteren Amerikanern bekannt für seine Erzählung Red Badge of Courage (deutsch: Die rote Tapferkeitsmedaille), die im amerikanischen Bürgerkrieg spielt. Crane schrieb die Geschichte mit 23 Jahren. Dieses Buch gehörte früher zu den regelmäßig im Schulunterricht behandelten Büchern in den USA. 1951 wurde es unter gleichem Titel  auch verfilmt, sodass Auster die Geschichte vermutlich auch als Film gesehen hat.

## Auster selbst über dieses Buch
„Eines der faszinierenden Dinge dabei war, dass ich bei der Recherche über die Zeit, in der Crane gelebt hat, das letzte Drittel des 19. Jahrhunderts, enorme Parallelen zu unserer heutigen Zeit gefunden habe.“ „Sowohl im Hinblick auf die Rassenbeziehungen als auch im Hinblick auf die ökonomischen Beziehungen in der Gesellschaft, die extreme Kluft zwischen Arm und Reich.“

## Kritik
In der New York Times schreibt Charles McGrath:
„In the end, Auster leaves you in no doubt about Crane’s genius. He really was a prodigy, and his voice and style — sharp, observant, devoid of moralizing or sentimentality — were something brand-new in American letters.“, übersetzt etwa: Insgesamt lässt Auster den Leser nicht im Zweifel über Cranes Genie. Er war wirklich ein Wunder, und sein Klang und sein Stil – scharf, ohne moralisieren oder Sentimentalität – waren etwas brandneues in der amerikanischen Literatur."

## Ausgaben
- Burning Boy. The Life and Work of Stephen Crane. Macmillan USA, New York 2021. ISBN 978-1-250-23583-1
- Burning Boy. The Life and Work of Stephen Crane. Faber & Faber, London 2021. ISBN 978-0-571-35335-4
  - In Flammen. Leben und Werk von Stephen Crane, übersetzt von Werner Schmitz. Rowohlt Verlag, Hamburg 2022. ISBN 978-3-498-00167-4